# تلة مغناطيسية

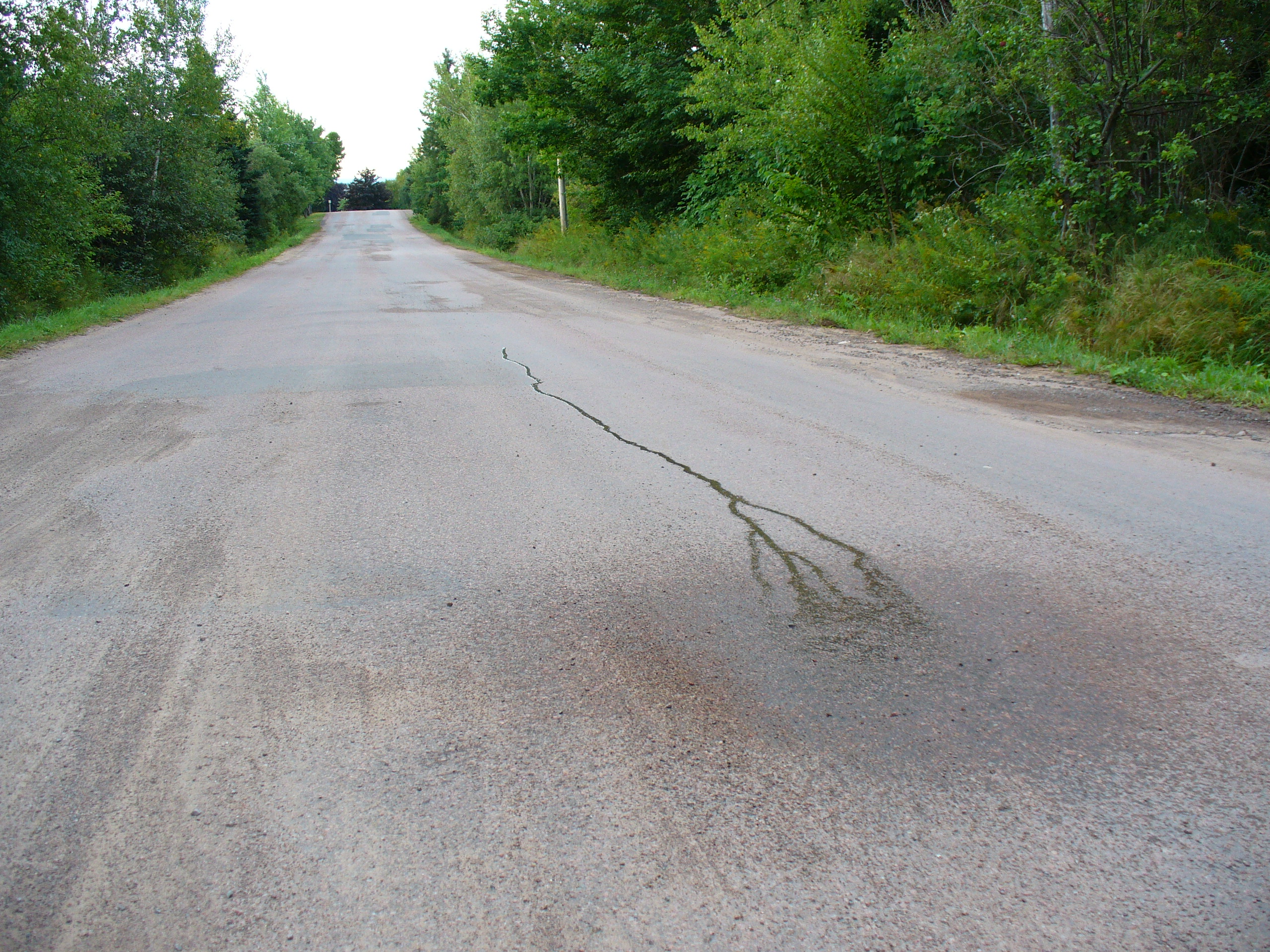
تظهر المياه بأنها تجري صعوداً في تلة مغناطيسية بمقاطعة نيو برونزويك الكندية

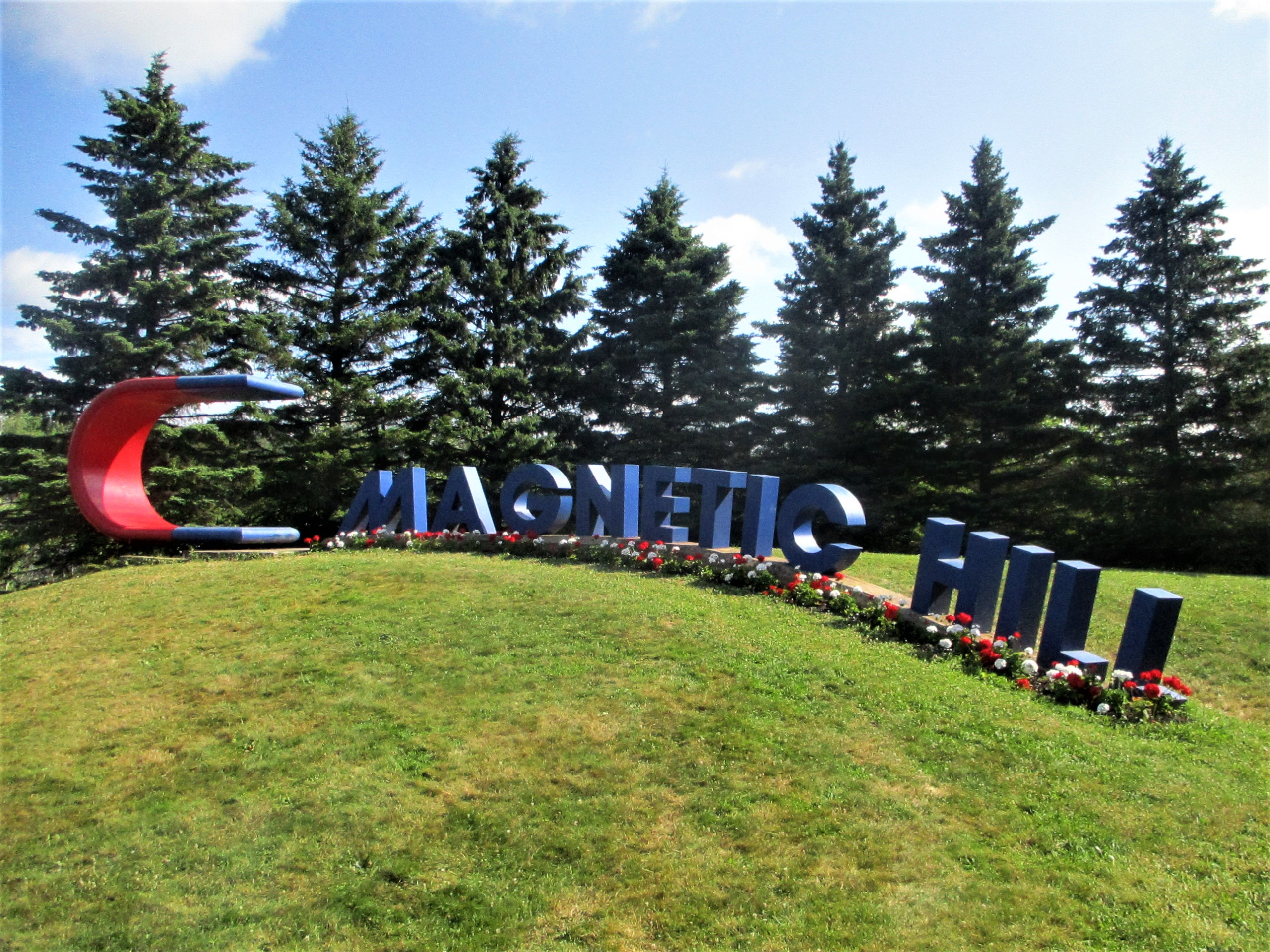
تلة مغناطيسية مونكتون كندا

تلة مغناطيسية (بالإنجليزية: Gravity hill)‏ هو مكان تُسبب التضاريس فيه وحوله خداعاً بصرياً بحيث يظهر فيه للمشاهد منحدر بسيط للأسفل على أنه منحدر للأعلى، مما يؤدي إلى ظهور جسم ما كالسيارة عند تركه حراً دون تشغيل المحرك وكأنه يصعد من الأسفل باتجاه الأعلى معاكساً الجاذبية بناءً على نظر المشاهد.
تم تسجيل هذه الظاهرة في مئات الأماكن المتعارف عليها حول العالم منها أستراليا والبرازيل وكندا والصين وقبرص وجمهورية التشيك وفرنسا وجمهورية الدومينيكان وألمانيا وغواتيمالا والهند وأندونيسيا وأيرلندا وجزيرة مان وإيطاليا والأردن وكينيا ولبنان وليثوانيا وماليزيا والمكسيك وعمان والفلبين وبولندا والبرتغال ورومانيا وصربيا والسعودية وكوريا الجنوبية وسلوفاكيا والسويد والمملكة المتحدة والولايات المتحدة وتجعل منها مسرحاً للسياح وكثير منها يكون مصحوباً للمعتقدات والعلوم الزائفة (مثل الجاذبية المعكوسة، الجن، القوى الخفية...). أما لجهل تفسير الظاهرة آنذاك أو بشكل مقصود للفت انتباه الاخرين.
كما يدعي البعض برصدهم ظاهرة أخرى كما في عدد من الأماكن حول العالم وبحسب معلومات القاطنين والزوار يكون تأثيرها فقط في السيارات بانزياحها البسيط نحو أعلى الطريق. يمكن تفسير الظاهرة إن صح الإدعاء بأنها مغناطيسية بحتة (وجود بعض المواد الممغنطة على أماكن مرتفعة تؤثر على قوى الجاذبية الأرضية).

## التفسير
جميع الأماكن المصحوبة بظاهرة الخداع البصري تشترك بغياب خط الأفق كونه مخفياً كلياً أو معظمه، فبغياب خط الأفق يفقد الإنسان علامة موثوقة أساسية في تحديده لميل سطح ما، فالأشياء التي يفترض المشاهد كونها عمودية على الأرض (كالأشجار) قد تكون مائلة بدرجة بسيطة مما يجعله يظن أن الأرض هي المائلة (بغياب مرجعية الأفق) وهذا الظن يغلب حسه بالتوازن خاصة إذا كان المنحدر خفيفاً، وهكذا يتولد الوهم البصري.

## تطبيقات الظاهرة
إن أشهر نموذج صناعي مشابه للظاهر السابقة هو غرفة ايم؛ وهي غرفة حاوية على كرات، بحيث تظهر فيها الكرات على أنها تتحرك عكس الجاذبية الأرضية.
يستخدم العديد من السحرة عملية الخداع البصري لتزييف الحقائق امام المشاهدين. تمثلت ابرز هذه العمليات في الساحر الاميريكي دافيد كوبرفيلد في الطيران واخفاء تمثال الحرية ولا زال أغلبها سري.